# Измайлов, Риамир Адамович
Риамир Адамович Измайлов (1930—1983) — советский авиаконструктор.

## Биография
Родился в 1930 году.

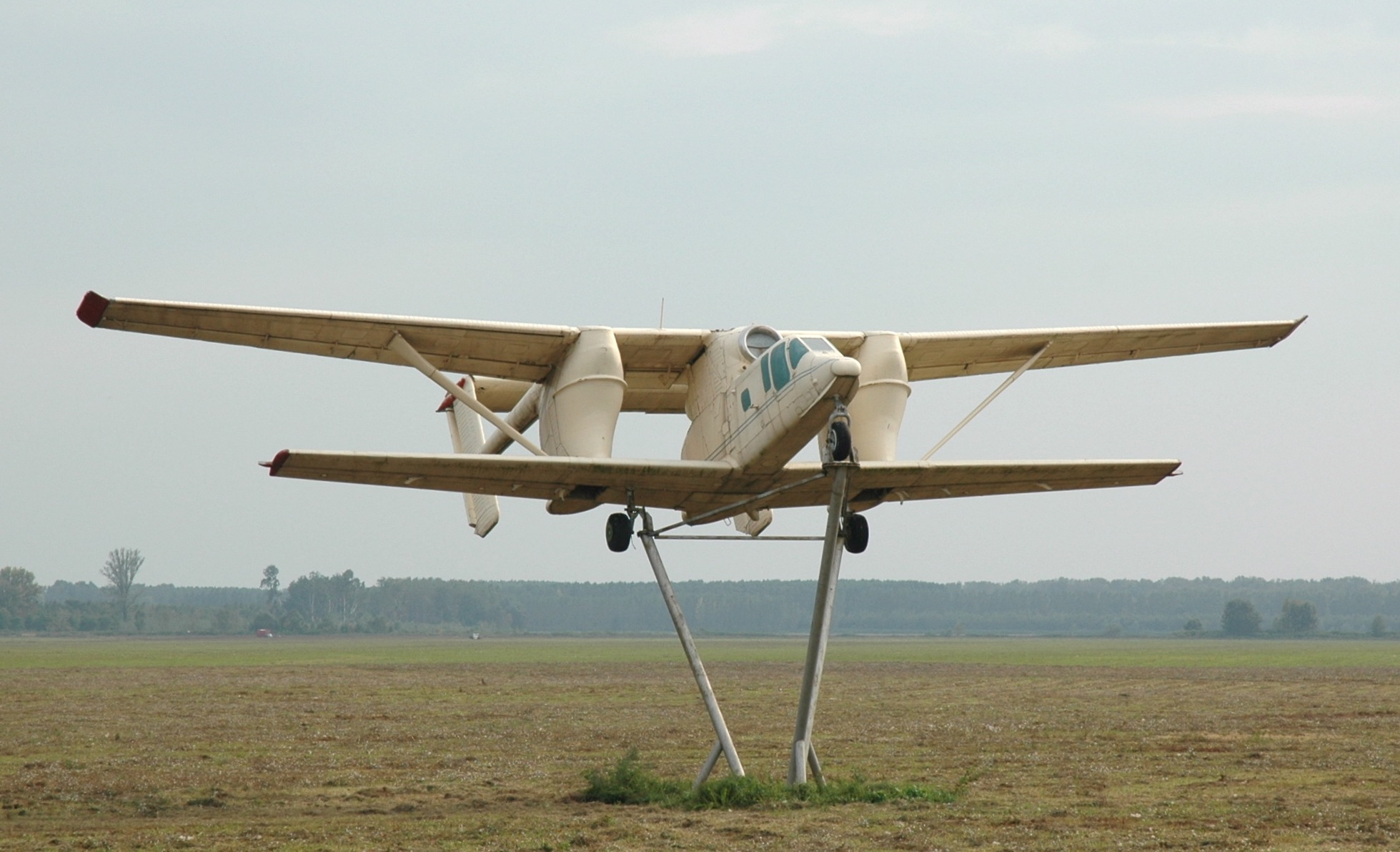
Самолёт-памятник М-15 в Венгрии

В 1954 году окончил Харьковский авиационный институт и получил направление в ОКБ Антонова.
С 1957 года работал начальником бригады легкомоторной авиации.  С 1965 (примерно) года Р.А.Измайлов -  руководит конструкторской Организацией п/я 14, как филиалом КБ Антонова при Арсеньевском авиазаводе "Прогресс", для оперативного решения вопросов при запуске в серийное пр-во самолёта Ан-14 "Пчёлка". С 1968 года он в гор. Мелец в Польской нар. республике налаживает разработку и производство самолёта его конструкции М-15 для сельхоз. работ.  В 1970 году стал главным конструктором бюро по сельскохозяйственной авиации при арсеньевском авиазаводе «Прогресс» (Приморский край). На "Прогрессе" в это время разворачивалось серийное производство вертолёта Ми-24. )
Автор реактивного самолёта для сельхозавиации И-711 (позже получил название М-15) — единственного реактивного сельскохозяйственного самолёта и единственного реактивного биплана СССР. Отдавая себе отчет в том, что М-15 как сельскохозяйственный самолет оказался не совсем удачным, Измайлов стремился расширить сферу его применения в народном хозяйстве. Так как конструкция химических баков предусматривала аварийный сброс химикатов, появилась идея использовать самолет для тушения пожаров — 2000 литров жидкости можно было сбросить всего за 10 секунд. Состоялись соответствующие испытания, однако дальнейшего развития идея не получила.
С 1971 года являлся главным консультантом ОКБ при заводе в польском городе Мелец. После окончания работы в Польской народной республике, был главным конструктором завода им. В. М. Мясищева.
Умер в 1983 году.